# 欧夜鹰
欧夜鹰（学名：Caprimulgus europaeus），即欧洲夜鹰，生活在欧洲的大部分地区和亚洲、非洲的温带地区。其种加词“europaeus ”意为“欧洲的”。
中亞夜鷹（Caprimulgus centralasicus）是根据1929年在中國新疆發現的標本描述的物种，往後就再沒有任何發現，现在一般也视为欧夜鹰的异名。

## 分布
欧夜鹰分布于欧洲、亚洲北部、中国北方、蒙古及非洲西北部。

## 形态

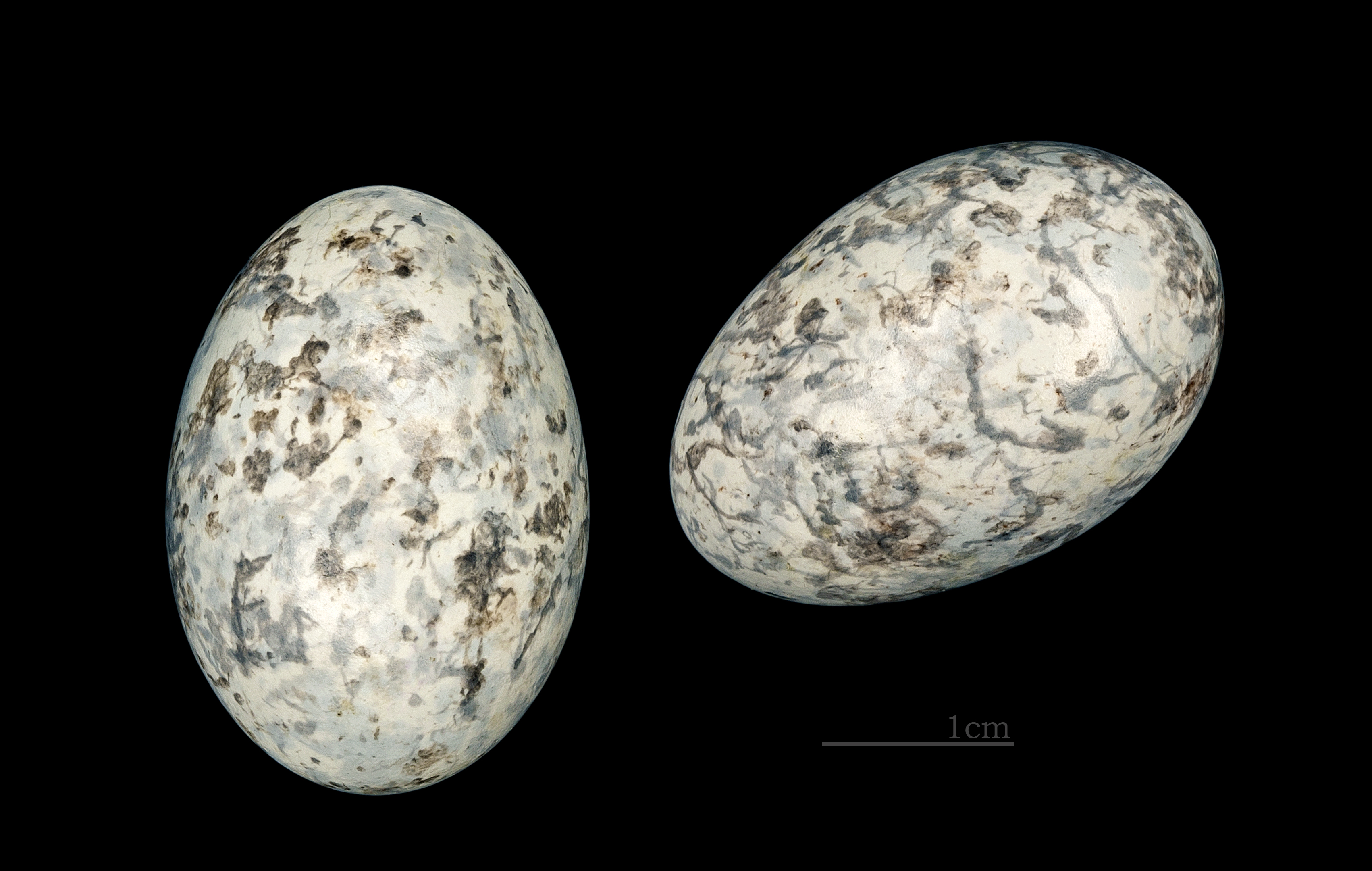
Caprimulgus europaeus

体长27厘米，棕灰色，满布杂斑和纵纹，以昆虫为食。欧夜鹰是夏候鸟。春季于4-5月迁来。秋季于9-10月迁走。